# Marie Epstein
Marie-Antonine Epstein conocida como Marie Epstein  (Varsovia,14 de agosto de 1899 – París, 24 de abril de 1995) fue una actriz, guionista, directora de cine y conservacionista cinematográfica francesa. Su carrera se distingue por tres colaboraciones importantes que llegaron a eclipsar el trabajo de la cineasta. A lo largo de la década de 1920, actuó y escribió guiones para películas dirigidas por su hermano, Jean Epstein. Desde la década de 1920 hasta principios de la década de 1950, colaboró con el director Jean Benoît-Lévy en dieciséis películas, trabajando como guionista, asistenta de dirección y codirectora. En sus películas con Benoît-Lévy emplean muchas de las técnicas de vanguardia desarrolladas en el cine impresionista francés de la década de 1920 para explorar los principales problemas sociales que enfrentaba Francia en la década de 1930, especialmente la pobreza, la maternidad de las mujeres solteras, las luchas de las mujeres oprimidas y la difícil situación de los niños pobres y abandonados. Desde principios de la década de 1950 hasta su jubilación en 1977, Epstein trabajó como conservacionista de películas en la Cinemateca Francesa con Henri Langlois.
Es especialmente conocida por La Maternelle (1933), codirigida con Jean Benoît-Lévy considerada una de las mejores películas sonoras francesas tempranas.

## Biografía
Marie-Antonine Epstein nació en Varsovia. Era hija de Jules, un judío francés, ingeniero, y de Hélène, católica polaca, Fue su hermano mayor, Jean Epstein quien la introducirá en el cine. Tras una infancia de bienestar, la muerte súbita de su padre en 1907 cambia de manera radical la situación económica de la familia. La madre decide entonces dejar Polonia para facilitar los estudios de ingeniería de su hijo, trasladándose primero a Suiza y después a Francia, inicialmente a Lyon. Marie a su vez continúa sus estudios, realiza el bachillerato, pero en vez de ir a la universidad aprende taquigrafía para ayudar materialmente a la familia y empieza a trabajar en una oficina. Con su hermano mayor comparte la pasión por las imágenes y pasan los domingos en Lyon en las salas de cine. En 1920 Jean abandona los estudios de ingeniería y se traslada a París en 1921 poco antes de que dirigiera sus dos primeras películas L'Auberge Rouge (1923) y Coeur fidèle (1923).  Su madre y su hermana le siguen pronto a París. Marie a través de Jean puede introducirse en el ambiente masculino de los estudios cinematográficos y escribe un guion: Les mains qui meurent con el que logra el Premio de Pathé Consortium cinéma.

## Carrera profesional
Empezó como actriz (en L'Auberge rouge, donde apareció como extra en solo unas pocas tomas iniciales y en Coeur fidèle (1923) en la que además de coescribir el guion con Jean fue asistenta de dirección, pero le resultó difícil conseguir más papeles. En Coeur fidèle, una de las películas clave de la época interpreta el papel de la joven Mademoiselle Marice . Mientras tanto, no abandona su faceta de escritora escribiendo historias dramáticas habituales de la época. Empieza así un periodo de frecuente colaboración con su hermano, ya que los productores encuentran las historias de Marie más accesibles al público que las propuestas vanguardistas de Jean. Marie se dedicó de lleno a la escritura de guiones, lo que le llevó a trabajar como asistenta de dirección y montadora. 
Escribe el guion de L'affiche en 1924 y el guion de Le double amour. Cuando en 1925 Jean crea su propia empresa de producción de cine dirige una nueva película con guion de Marie: Six et demi onze cuyo final se modifica por la presión de los productores.
Jean asume que no se puede ganar dinero en el cine. El camino de los dos hermanos se separan. Marie participa entonces en la creación de obras para el gran público. Con fondo social construye historias de mujeres que chocan con la realidad cotidiana. Se esfuerza por mostrar el pequeño mundo cálido y burlón de los niños parisinos y desarrolla así la tendencia realista del cine señala Paule Lejeune en una obra de análisis de las mujeres del cine francés.
En esta nueva etapa trabaja con un amigo de su hermano, Jean Benoît-Lévy realizador de documentales. Trabaja con él a lo largo de la década de 1930 en calidad de codirectora con igualdad de responsabilidades: Ames d'enfants (1927), Peau de pêche (1929), La Maternelle (1933).

### Colaboración con Jean Benoît-Lévy (1928-1940)
Una de las etapas más importantes de Epstein es la de su colaboración con Jean Benoît-Lévy con quien trabajó en siete largometrajes en escritura y dirección a lo largo de la década de 1930 comenzando con Le coeur de Paris (1931). Las películas se centraban en los medios populares, en la juventud, como Altitude 3200 (1938) y la situación de las mujeres, algo poco frecuente en la época.
La obra de Epstein y Benoit-Lévy se centraba siempre en los medios populares y en la juventud, como en Altitud 3200 (1938), así como, algo poco habitual en la época, en las mujeres: La Maternelle y La Mort du cygne (un ballet dramático realizado en 1937) se centran en las chicas jóvenes y su relación con las figuras maternas; Helene (1936), la película en la que Madeleine Renaud conoció a Jean-Louis Barrault por primera vez, también incluye uno de los personajes más "feministas" que se pueden encontrar en el cine de la época (una estudiante de medicina -Renaud- que consigue graduarse, tener un hijo ilegítimo y seducir a su profesor, todo al mismo tiempo). Si la agenda social de Epstein y Benoit-Lévy fue fundamental en el desarrollo de estos temas, Epstein claramente los orientó hacia una perspectiva femenina, objeto de un importante estudio de la escritora feminista estadounidense Sandy Flitterman-Lewis señala la académica especialista en estudios de cine Ginette Vincendeau en su artículo del obituario de Marie. 
Alejándose de los escenarios románticos que escribió para Jean Epstein, sus películas con Benoît-Lévy emplean muchas de las técnicas de vanguardia desarrolladas en el cine impresionista francés de la década de 1920 para explorar los principales problemas sociales que enfrentaba Francia en la década de 1930, especialmente la pobreza, la maternidad de las mujeres solteras, las luchas de las mujeres oprimidas y la difícil situación de los niños pobres y abandonados. Como señala el historiador de cine Alan Williams, las películas de Benoît-Lévy y Epstein "siempre prestan especial atención a las opciones morales que exigen determinadas condiciones sociales". 
Si bien sus películas reflejan el realismo poético predominante en el cine francés de la década de 1930, su trabajo hace un mayor uso de técnicas de edición experimental. 

#### La Maternelle (1933)

Imagen de la película La Maternelle

La Maternelle (1933) fue su segunda película, adaptada de una novela populista de la época de Léon Frapié está considerada una de las mejores películas sonoras francesas tempranas. Se trata de una combinación de propaganda social a favor de la educación infantil estatal, naturalismo y lirismo. Epstein pasó un tiempo en las escuelas infantiles de París como preparación para el rodaje, algo que repercute positivamente en las vivaces actuaciones de los niños en la película. La película, protagonizada por Madeleine Renaud en el papel de la maestra Rose defiende la escuela como instrumento de liberación social frente al lugar de represión que plantea Zero de conduite (1934) de Jean Vigo.
Williams señala que la película recuerda "la tradición del impresionismo cinematográfico" al utilizar "un montaje subjetivo" para transmitir "acontecimientos traumáticos en la vida de un niño abandonado de un barrio marginal" y al presentar el "intento de suicidio de una mujer en una rápida secuencia de imágenes dispares" para comunicar la violencia del episodio.  La estudiosa de cine Sandy Flitterman-Lewis también llama la atención sobre este episodio porque la mujer mira directamente a la cámara (una rareza en las películas de este período), "implicando directamente al espectador" en el suicidio de la mujer. 
Las películas de Benoît-Lévy y Epstein se alejan de las típicas películas del realismo poético en su tratamiento de los problemas sociales. Como dice la estudiosa del cine Ginette Vincendeau en su obituario para Epstein, La Maternelle ofrece un "correctivo útil" en Zéro de conduite de Jean Vigo .  Mientras que la película de Vigo retrata el sistema educativo francés como cruel e ineficaz, La Maternelle describe "la escuela como un instrumento de liberación social en lugar de represión".  Vincendeau y Gwendolyn Audrey Foster también señalan que las películas de Benoît-Lévy y Epstein otorgan particular importancia a los desafíos que enfrentan las mujeres y presentan una serie de personajes femeninos fuertes, ambos inusuales en las películas francesas de la época.  

### Década de 1940
Cuando se inició la persecución a los judíos, Jean Benoît-Lévy se va a Estados Unidos. Marie Epstein se refugia en una zona denominada "libre" y fue arrestada por la Gestapo en febrero de 1944 junto a su hermano, pero evitaron la deportación y fueron liberados gracias a los esfuerzos de amigos de la industria cinematográfica francesa y de la Cruz Roja, para la que ambos trabajaban. La carrera cinematográfica de Epstein se estancó durante la década de 1940.

### Documentales tardíos y trabajos de conservación (década de 1950-1977)
A principios de la década de 1950, Marie Epstein trabajó como asistenta de dirección en varios cortometrajes documentales dirigidos por Benoît-Lévy y en 1953 completó la única película en la que se le atribuye la dirección única, La Grande espérance, un documental sobre la energía atómica. 
A partir de la década de 1950, Epstein trabajó como conservacionista de cine mudo bajo la dirección de Henri Langlois en la Cinemateca Francesa. Se sabe que restauró Napoleón (1927) de Abel Gance, así como películas de su hermano, Jean Epstein. Se retiró de la Cinemateca en 1977.

## Filmografía

### Directora
- La Grande espérance (1953)

### Codirectora con Jean Benoît-Lévy
- Il était une fois trois amis (1928)
- Âmes d'enfants (1928) codirección y guion a partir de la novela de J.H. Rosny
- Peau de pêche (1928) codirección y guion
- Maternité (1929) codirección y guion
- Jimmy le bruiteur (1929) codirección
- Le coeur de Paris (1931) codirección y coguionista
- La Maternelle (1933) codirección, y coguionista
- Itto (1934) codirección
- Hélène (1936) codirección y cogionista
- Ballerina (La mort du cygne) (1937) codirección y coguionista
- Altitude 3200 (1938) codirección
- Le feu de paille (1939) codirección

### Asistente de dirección
- Coeur fidèle (Jean Epstein, 1923)
- Agence matrimoniale (1952)
- Le congrès de la dance (1952)
- Deux maîtres pour un valet (1952)
- Le poignard (1952)
- Sous les ponts (1952)

### Guionista
- Coeur fidèle (Jean Epstein, 1923)
- L'Affiche (Jean Epstein, 1924)
- Le double amour (Jean Epstein, 1925)
- Six et demi onze (Jean Epstein, 1927)
- Vive la vie (Jean Epstein, 1937)
- La liberté surveillée (Henri Aisner and Vladimír Vlcek, 1958)

### Actriz
Coeur fidèle (Jean Epstein, 1923)

### Apariciones
- Citizen Langlois (Edgardo Cozarinsky, 1995)
- Le Fantôme d'Henri Langlois (Jacques Richard, 2004)

## Premios y reconocimientos
- Premio de Pathé Consortium cinéma por el guion de Les mains qui meurent[3]
- El festival internacional de cine de mujeres de Créteil en París en 1991 le dedicó una retrospectiva.[1]